# 格雷森贝格
格雷森贝格是奥地利施蒂利亚州德意志兰茨贝格县的一个市镇。总面积34.78平方公里，总人口339人，人口密度9.7人/平方公里（2001年）。